# Metaphycus stomachosus
Metaphycus stomachosus is een vliesvleugelig insect uit de familie Encyrtidae. De wetenschappelijke naam is voor het eerst geldig gepubliceerd in 1909 door Girault.